# Iris imbricata
Iris imbricata är en irisväxtart som beskrevs av John Lindley. Iris imbricata ingår i släktet irisar, och familjen irisväxter. Inga underarter finns listade i Catalogue of Life.

## Bildgalleri

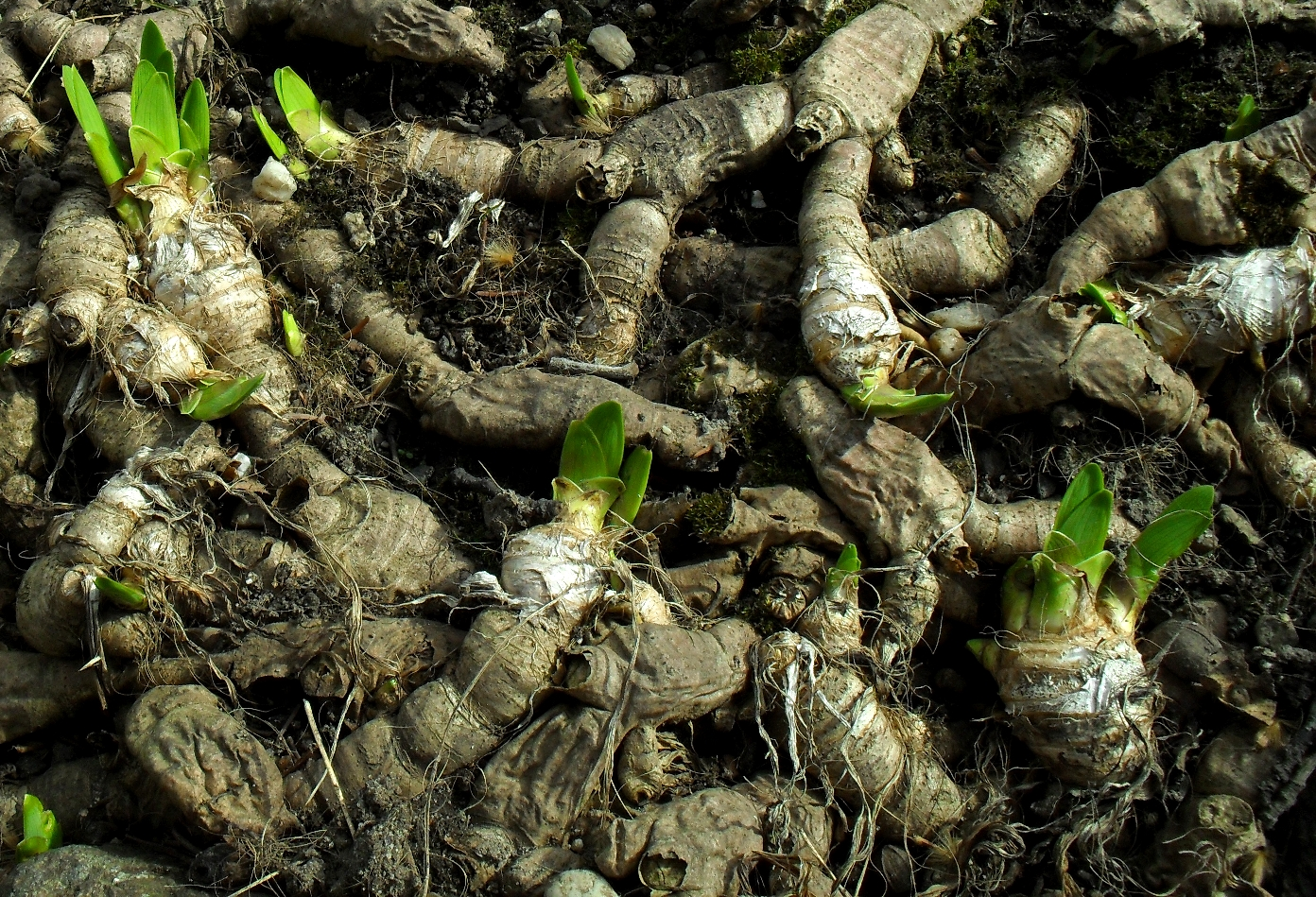
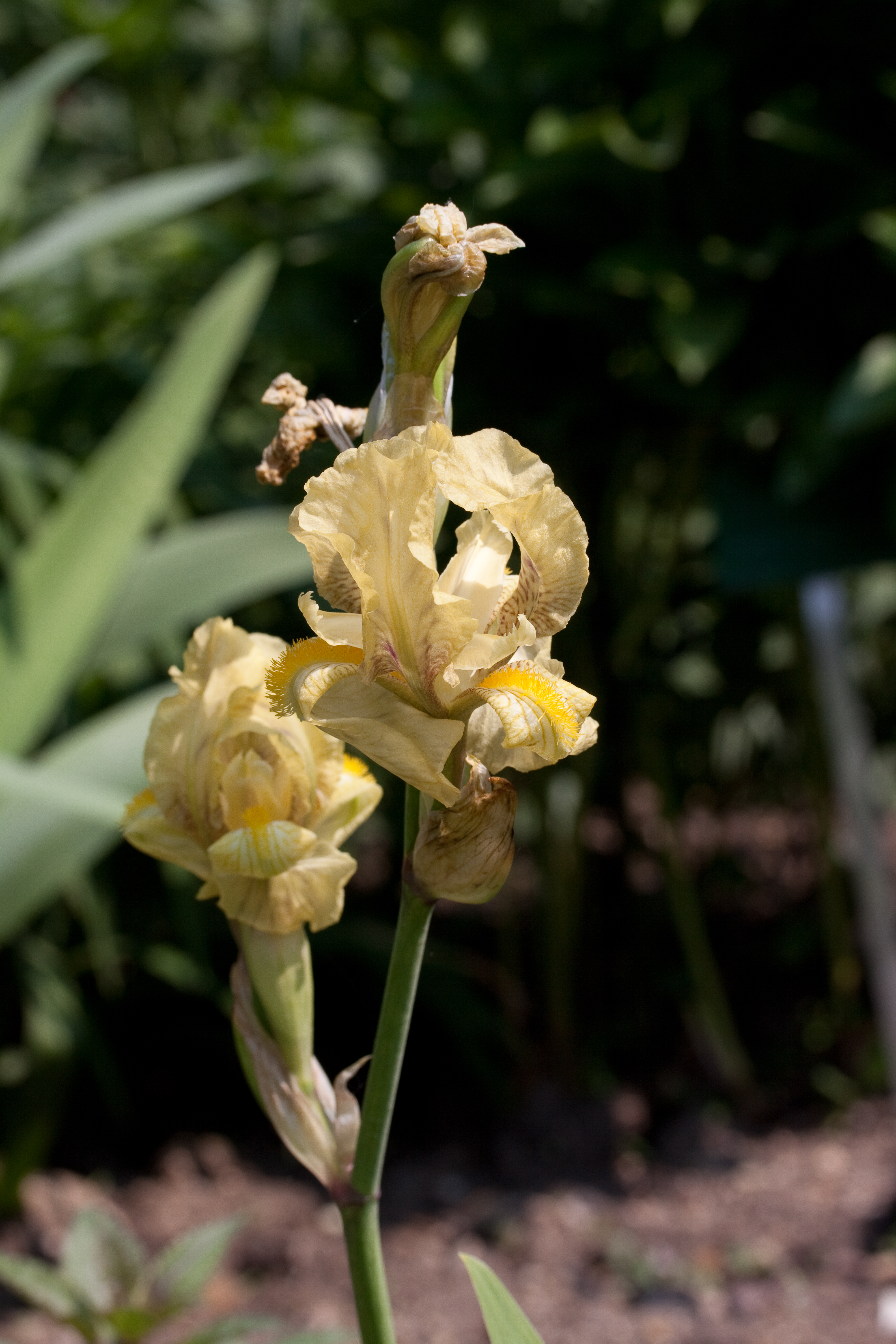
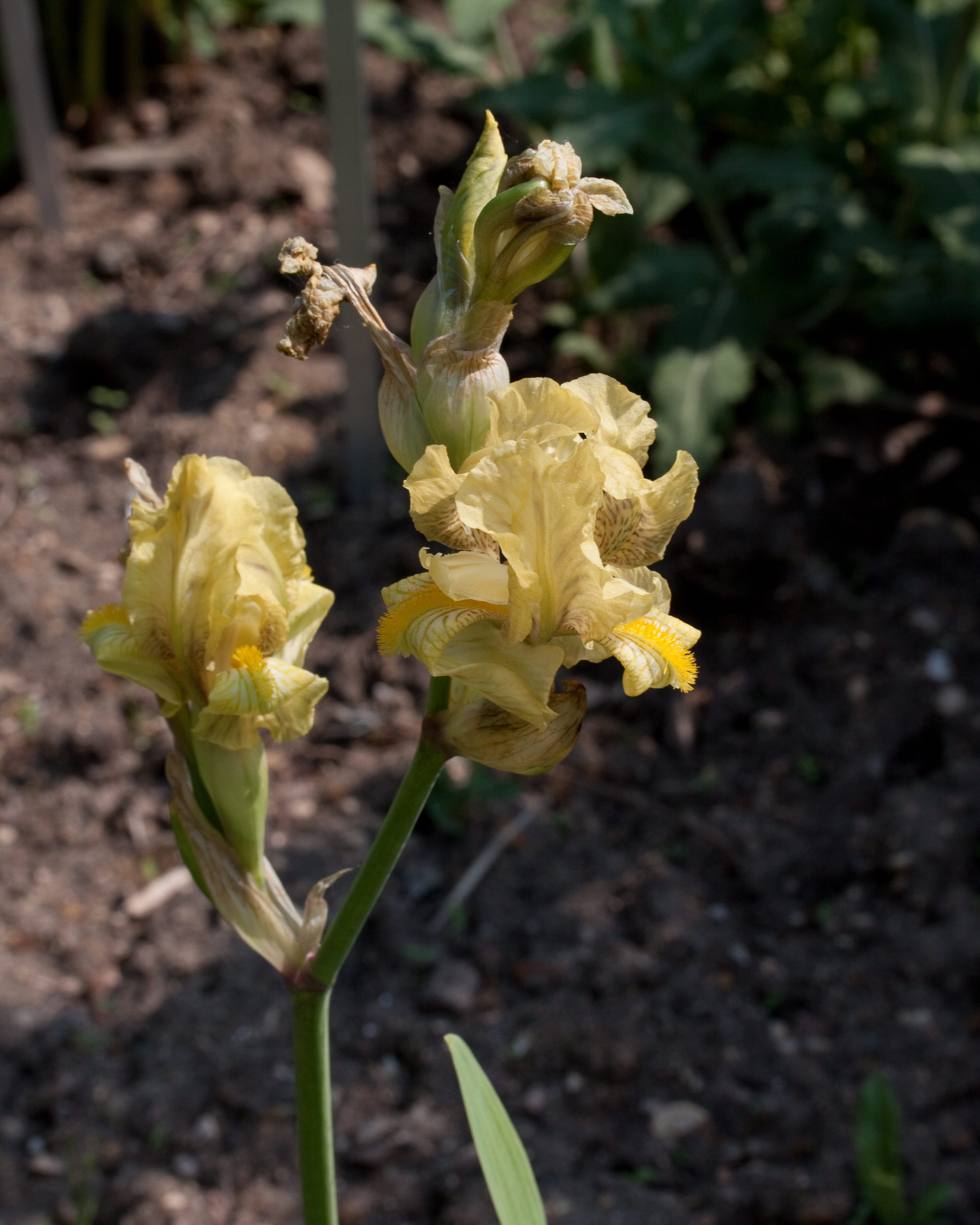